# Tony Alegbe
Tony Alegbe (10 ottobre 1981) è un ex calciatore nigeriano, di ruolo difensore.

## Carriera

### Club
Ha giocato nella massima serie dei campionati nigeriano, ucraino, azero e marocchino.

### Nazionale
Nel 2003 ha esordito in nazionale.